# Harvarö
Harvarö (finska: Harvaluoto) är en ö i Finland. Den ligger i Skärgårdshavet och i kommunen Sankt Karins i landskapet Egentliga Finland, i den sydvästra delen av landet. Ön ligger omkring 15 kilometer sydöst om Åbo och omkring 140 kilometer väster om Helsingfors.
Öns area är 9,12 kvadratkilometer och dess största längd är 6,2 kilometer i öst-västlig riktning.